# Lijst van afleveringen van How to Rock
Dit is een lijst van afleveringen van de televisieserie How to Rock. De serie ging op 4 februari in première. Elke aflevering start met How to Rock.

## Overzicht
| Seizoen | Afleveringen | Uitgezonden      | Uitgezonden     |
| Seizoen | Afleveringen | Seizoenspremiere | Seizoensfinale  |
| ------- | ------------ | ---------------- | --------------- |
| 1       | 26           | 4 februari 2012  | 8 december 2012 |

## Seizoen 1: 2012
- De serie is sinds oktober 2013 in Nederland te zien op TeenNick
- Deze serie wordt sinds de zomer van 2014 ook op Nickelodeon uitgezonden, in een Nederlandse nasynchronisatie.

| Nr. | Titel                               | Regisseur             | Schrijver                              | Uitzenddatum      | Productiecode |  |
| --- | ----------------------------------- | --------------------- | -------------------------------------- | ----------------- | ------------- |  |
| 1 | How to Rock Braces and Glasses      | Eric Dean Seaton      | Jim O'Doherty                          | 4 februari 2012   | 101           |  |
| Na het krijgen van een beugel en een bril hoort Kacey Simon (Cymphonique Miller) niet meer bij de populaire groep The Perfs op school. Ze wordt goede vrienden van de bandleden van Gravity 5, Stevie, Zander, Kevin en Nelson. Als leadzangeres brengt Kacey de band tot een nieuwe hoogte en doen mee aan een wedstrijd waarin ze strijden tegen de Perfs en Kaceys vroegere vriendinnen, Grace en Molly. Noot: Deze aflevering was al eerder gratis te downloaden via iTunes. Gasten: Kirk Fox als Mr. March, Jacob Houston als Andy Bartlet en Algee Smith als Spencer Haynes. Liedjes: Only You Can Be You en Rules for Being Popular |                                     |                       |                                        |                   |               |  |
| 2 | How to Rock a Messy Bet             | Roger S. Christiansen | Nina Bargiel                           | 4 februari 2012   | 105           |  |
| De hangplek van Gravity 5 is erg rommelig en Kacey probeert iedereen te overtuigen om mee te helpen, maar niemand wil. Kacey besluit dit te doen door een wedstrijd. Ze gaan een weddenschap aan over wie het langst zonder zijn favoriete voorwerp kan. Stevie haat the Perfs maar mag niets lelijks over ze zeggen, Zander mag niet in de spiegel kijken, Kevin en Nelson mogen hun favoriete spel Furious Pigeons niet spelen en Kacey mag haar mobiel niet gebruiken. Later blijkt het voor Kacey heel moeilijk te worden doordat Kacey een SMS-bericht ontvangt van haar droomjongen, Tony. Noot: Furious Pigeons is een parodie van Angry Birds Liedje: Go With Gravity |                                     |                       |                                        |                   |               |  |
| 3 | How to Rock a Guest List            | Rich Correll          | Bill Martin & Mike Schiff              | 11 februari 2012  | 106           |  |
| Justin Cole, de populairste jongen van school deelt uitnodigingen uit voor het grootste feest van het jaar. Kacey besluit om ervoor te zorgen dat Gravity 5 ook wordt uitgenodigd. Maar nu voelt ze de druk om met Gravity 5 tussen al de populaire kinderen te lopen en besluit ze om ze een cursus coolheid te geven, maar later komt ze erachter dat om je vrienden te laten veranderen voor jou, fout is. Tijdens het feest blijven Justin en Stevie een beetje rondhangen. Zander is geïrriteerd door The Perfs, Kevin en Nelson proberen grappig te zien en Kacey ruïneert uiteindelijk het feest. Liedje: Hey Now |                                     |                       |                                        |                   |               |  |
| 4 | How to Rock a Statue                | Rich Corell           | Erica Spates & Sam Littenberg-Weisberg | 18 februari 2012  | 107           |  |
| Nadat Zander een standbeeld maakt van Kacey en meedoet aan de kunstwedstrijd. Kacey vindt dat het beeld een make-over nodig heeft en breekt per ongeluk de neus van het beeld. Ze wil niet dat Zander erg teleurgesteld is en besluit het hem niet te vertellen. Kacey besluit om zichzelf zilver te verven en het kapotte standbeeld te vervangen. Wanneer Zander het beeld probeert te bewegen en Kacey kietelt komt hij erachter dat ze zijn beeld heeft gebroken. |                                     |                       |                                        |                   |               |  |
| 5 | How to Rock a Music Video           | Roger S. Christiansen | Yamara Taylor & Lena D. Waithe         | 25 februari 2012  | 104           |  |
| Wanneer de muziekvideo van The Perfs erg populair is op het internet, helpend naar roem (compleet met een merchandise). Kacey vindt dat Gravity 5 ook een muziekvideo zou moeten maken en zo The Perfs hun roem afnemen. Echter, door de koppigheid en bazigheid van Kacey wordt Gravity 5 opgeheven door een breuk tussen de vriendschap. Liedjes: Good Life en Rules for Being Popular |                                     |                       |                                        |                   |               |  |
| 6 | How to Rock a Election              | Adam Weissman         | Bill Martin & Mike Schiff              | 3 maart 2012      | 114           |  |
| Kacey strijdt tegen Molly voor klassenpresident, en de peilingen laten zien dat de race erg moeilijk wordt, doordat ze beiden bijna gelijke stemmen hebben. Kacey vraagt aan Kevin of hij ook mee wil doen om Kacey te helpen, en uiteindelijk terug te trekken zodat ze op Kacey gaan stemmen. Kacey is zo overtuigd dat het plan werkt dat ze al een overwinningsfeest aan het plannen is en heeft beloofd dat zij daarvoor Big Time Rush kan regelen. Maar, er gebeurt wat met Kevin als hij proeft van de populariteit als klassenpresident en Kacey moet nu strijden tegen Molly en Kevin. Kacey realiseert zich dat vriendschap belangrijker is dan het winnen van de race, ze helpt Kevin bij het winnen van de strijd en belooft alsnog dat Big Time Rush zal komen optreden, wat uiteindelijk ook gebeurt. Speciale gasten: Big Time Rush als zichzelf Liedje: Music Sounds Better with U (door Big Time Rush) |                                     |                       |                                        |                   |               |  |
| 7 | How to Rock a Newscast              | David DeLuise         | Bill Martin & Mike Schiff              | 17 maart 2012     | 112           |  |
| De groep heeft de leiding van het Brewster High nieuwsteam en beide Kacey en Molly strijden om Hoofd Verslaggever te zijn. Als de producer, kiest Stevie Molly, omdat ze vindt dat Molly serieuzer is dan Kacey. Kacey voelt zich gekleineerd en uiteengezet om te bewijzen dat ze een betere baan kan doen. Stevie besluit om ze te laten concurreren, maar wanneer Molly een schokkend rapport geeft over het chloorgehalte in het school-zwembad, kan Kacey niets beter vinden om hoger te staan dan Molly. Wanhopig om Molly te verslaan, gaat Kacey live met een verhaal gebaseerd op geruchten en stuurt de hele school in paniek. Wanneer Kacey ontdekt dat de schimmel helemaal geen schimmel is, voelt ze de druk van haar mede bandleden om Stevie de waarheid te vertellen, vooral sinds de sporters van het rugby-team zijn toegelaten om te trainen in Gravity 5's repeteerkamer omdat de gym werd afgesloten. Gastster: Jacob Houston als Andy Bartlett Liedjes: You Want News, Babe en Today's School News |                                     |                       |                                        |                   |               |  |
| 8 | How to Rock a Prank                 | Eric Dean Seaton      | Lena D. Waithe & Yamara Taylor         | 24 maart 2012     | 108           |  |
| Kacey wordt verliefd op een hogeklasser, Dean Hollis. Juist als ze net een date krijgt met hem, haalt Molly een grap uit met haar en verlaat een zwaar vernederde Kacey, zonder een date. Als wraak haalt Gravity 5 een grap uit met de Perfs, maar het mislukt, samen met Kacey en Zanders handen aan elkaar gelijmd. De situatie dreigt de grote date met Dean te saboteren. Gastster: Jacob Artist als Dean Hollis |                                     |                       |                                        |                   |               |  |
| 9 | How to Rock a Secret Agent          | Eric Dean Seaton      | David Sacks                            | 31 maart 2012     | 103           |  |
| Kacey is vastbesloten om Molly te overtreffen op het schoolfeest. Ze stuurt Stevie undercover om erachter te komen wat Molly gaat dragen. Vervolgens geraken de Perfs in Stevies hoofd. Ze wordt een echte Perf en vergeet alles over haar vrienden. Wanneer Stevie realiseert dat ze wordt gebruikt, maakt ze een plan om hen terug te pakken. Ondertussen maken de jongens een weddenschap; wie als laatst een date krijgt, moet een jurk dragen naar het feest. Nadat Zander wordt afgewezen door een meisje dat later met Kevin naar het feest gaat, is hij verwoest, sinds niemand hem ooit heeft afgewezen in zijn hele leven. Kacey gaat met Nelson naar het feest zodat Zander een jurk moet dragen. Als Molly en Stevie meer tijd doorbrengen met elkaar, voelt Grace zich uitgesloten, sinds zij altijd meeging met Molly, maar nu negeert Molly haar compleet. Stevie gaat terug bij Gravity 5, en Grace wordt weer Molly's beste vriendin. Op het feest blijkt dat het Stevies plan was om te zorgen dat Molly en Kacey dezelfde jurk dragen, wat werkt. Helaas draagt Zander ook dezelfde jurk als zij. Liedje: Move With the Crowd |                                     |                       |                                        |                   |               |  |
| 10 | How to Rock a Lunch Table           | Eric Dean Seaton      | Steven James Meyer                     | 7 april 2012      | 102           |  |
| Kacey mist het zitten aan haar oude tafel in het cafetaria en stopt bij niets om hem terug te winnen van de Perfs. Ondertussen, leiden Nelson en Kevin een protest tegen de lunchdames en het vies eten dat ze serveren. Liedje: Go With Gravity |                                     |                       |                                        |                   |               |  |
| 11 | How to Rock a Birthday Party        | Sheldon Epps          | Erica Spates & Sam Littenberg-Weisberg | 14 april 2012     | 111           |  |
| Kacey en Nelson hebben dezelfde verjaardag, dus besluit Kacey om haar verjaardagsfeestje te delen met hem. Maar tijdens het plannen van het feestje, negeert Kacey Nelsons ideeën compleet, en laat Nelson zich verdrietig voelen samen met haar gevoel dat ze een slechte vriend is. Ondertussen zoeken Kevin, Zander en Stevie een verjaardagscadeau voor Nelson. Als ze het lievelingsboek van Nelson vinden, gesigneerd door de schrijver, doen ze er alles aan om het boek te kopen op het internet. Liedje: Last 1 Standing |                                     |                       |                                        |                   |               |  |
| 12 | How to Rock a Part-Time Job         | Eric Dean Seaton      | David Sacks                            | 21 april 2012     | 109           |  |
| Stevie helps Kacey een parttimebaan te krijgen bij de smoothieshop waar ze werkt, Danny Mangos, om haar moeder terug te kunnen betalen voor een grote creditcardfactuur. Maar, wanneer Kacey ontdekt dat werknemers gratis smoothies kunnen krijgen, geeft ze per ongeluk veel te veel gratis smoothies aan de klanten, waaronder Dean, diegene waar Kacey verliefd op is. Vervolgens worden Kacey en Stevie ontslagen, wat Stevie erg ongelukkig maakt. Ondertussen, probeert Zander zijn ukelele te spelen in het winkelcentrum zonder dat de bewaker het ontdekt en proberen Nelson en Kevin coupons uit te geven van de winkels waar ze werken. Gastster: T.J. Miller als Danny Mango, de eigenaar van Danny Mangos Liedje: Last 1 Standing |                                     |                       |                                        |                   |               |  |
| 13 | How to Rock Halloween               | Rich Correll          | Nina Bargiel                           | 28 april 2012     | 116           |  |
| Halloween is aangekomen en Kacey kan niet kiezen of ze dit jaar samen met haar bandleden gaat trick-or-treaten, of als ze naar een Perf-party gaat. Nadat ze in slaap valt, eindigt Kacey in een droom waar de Perfs in vampieren zijn veranderd en waar Gravity 5 in weerwolven zijn veranderd. In de droom is Kacey "De Uitverkorene". De twee groepen beginnen te strijden om Kaceys trouw en moet ze kiezen welke identiteit van haar is. Liedje: War on the Dance Floor |                                     |                       |                                        |                   |               |  |
| 14 | How to Rock a Basketball Team       | Adam Weissman         | Nina Bargiel                           | 5 mei 2012        | 113           |  |
| 15 | How to Rock a Love Song             | Sean K. Lambert       | David Sacks                            | 30 juni 2012      | 115           |  |
| 16-17 | How to Rock Cee Lo                  | Eric Dean Seaton      | David M. Israel                        | 25 augustus 2012  | 123-124       |  |
| 18 | How to Rock a Singing Telegram      | Adam Weissman         | David Sacks                            | 22 september 2012 | 125           |  |
| 19 | How to Rock a Yearbook              | Roger S. Christiansen | David Sacks                            | 29 september 2012 | 118           |  |
| 20 | How to Rock a High School Sensation | Sheldon Epps          | Nina Bargiel                           | 13 oktober 2012   | 119           |  |
| 21 | How to Rock a Good Deed             | David DeLuise         | Bill Martin & Mike Schiff              | 20 oktober 2012   | 120           |  |
| 22 | How to Rock a Camping Trip          | Shannon Flynn         | Erica Spates & Sam Littenberg-Weisberg | 27 oktober 2012   | 121           |  |
| 23 | How to Rock a Fashion Victim        | Sean Lambert          | Bill Martin & Mike Schiff              | 3 november 2012   | 122           |  |
| 24 | How to Rock a Uniform               | Shannon Flynn         | Bill Martin & Mike Schiff              | 10 november 2012  | 117           |  |
| 25 | How to Rock a Tennis Ball           | Sheldon Epps          | David Sacks                            | 1 december 2012   | 126           |  |
| 26 | How to Rock Christmas               | Neal Israel           | Erica Spates & Sam Littenberg-Weisberg | 8 december 2012   | 110           |  |